# Picture Transfer Protocol
Picture Transfer Protocol (PTP) je v informatice název protokolu pro přenos multimediálních souborů (fotografie, video) z inteligentních zařízení (digitální fotoaparát, smartphone) do počítače bez potřeby speciálních ovladačů. Protokol byl standardizován jako ISO 15740 a též jako součást USB standardu. USB je implicitním transportním médiem pro PTP přenosy. PTP je alternativním protokolem pro USB Mass Storage (USB MSC) a byl základem pro vznik Media Transfer Protocolu (MTP). Proto některá zařízení podporují oba protokoly (PTP i MTP, například systém Android 4.0 a novější).

## Charakteristika
Princip funkce PTP je podobný FTP protokolu (vypiš adresář, stáhni soubor, ulož soubor), nepodporuje tedy standardní operace se soubory tak, jak je používají běžné programy (otevřít, zapsat změny, zavřít), ale například ani přejmenování (soubor je nutné stáhnout, přejmenovat a znovu do zařízení uložit).
Zatímco u USB Mass Storage jsou data interpretována připojeným zařízením (počítačem), u PTP data v úložném zařízení (typicky flash paměť) interpretuje chytré zařízení a připojenému počítači jsou předávány jen celé soubory. Zařízení, ze kterého jsou data přenášena, tedy u PTP neztrácí kontrolu nad uloženými daty, a proto mohou k datům přistupovat obě zařízení najednou. Na druhou stranu u PTP nemůže vnější zařízení například opravit poškozené soubory (resp. poškozenou strukturu dat) nebo obnovit smazané soubory. Nejsou možné ani paralelní operace (je nutné počkat na dokončení přenosu jednoho souboru a pak teprve zahájit další).

## Rozšíření
Nad protokolem PTP byla vyvinuta rozšíření. Protokol PTP/IP, vytvořený společností FotoNation a poprvé implementovaný ve Wi-Fi digitálních fotoaparátech od Nikonu, Canonu, a Eastman Kodaku, dovoluje datové přenosy přes jakoukoli síť založenou na protokolu IP.
MTP, vyvinutý Microsoftem, podporuje přenosy přes bezdrátovou nebo drátovou síť založenou na PTP/IP FotoNationu, ale dovoluje uživatelům přenášet i jiné multimediální soubory, než jen obrázky. Dále je přidána podpora označování (tagování) souborů s rozšířenými metadaty (jako je titulek, umělec atp.).

## Podpora operačních systémů
Jak Microsoft, tak Apple zahrnují podporu PTP ve svých operačních systémech. V případě Microsoftu od verze Windows ME (odnož Windows CE protokol nepodporuje) a v případě Applu od Mac OS X 10.1 Puma. Microsoft ve Windows implementuje PTP pomocí služby Windows Image Acquisition (standard pro získávání digitálních dat ze skenerů, USB videokamer a rozhraní IEEE 1394).
PTP v Linuxu a ostatních open source operačních systémech je podporován množstvím rozšiřujících knihoven, jako jsou libgphoto a libptp. Ty jsou následně používány v aplikacích jako digiKam a F-Spot.

## Verze 1.1
PTP v1.1 (ISO15740:2008) je aktualizací původního PTP, které bylo publikováno mezinárodní organizací pro normalizaci ISO.
Do poloviny roku 2008, většina zařízení a operačních systémů ještě PTP ve verzi 1.1 nepodporovala. Tato aktualizovaná verze je tedy zpětně kompatibilní s původní PTP v1.0 a nabízí rozšířený výkon, kompatibilitu a další rozšiřující funkce zahrnující:
- Mechanismus pro manipulaci se streamovaným obsahem
- Podporu pro soubory větší než 4GiB, což byl limit stanovený PTP v1.0, tím, že vyžaduje 64 bitů (8 bajtů) na velikost souboru

## Nevýhody
- Přejmenování souborů není možné bez jejich zkopírování nebo přepsání
- Nejsou podporovány úpravy obsahu souboru, soubor musí být vždy přenesen celý znovu